# Glen Grant
Glen Grant è uno scotch whisky single malt, prodotto nell'omonima distilleria situata nella regione dello Speyside, in Scozia.
È la seconda marca più venduta al mondo di whisky single malt. Nel 2012 è risultata la marca di scotch whisky più venduta in Italia.

## Storia
La distilleria Glen Grant nasce nel 1840, quando i fratelli John e James Grant ottennero la licenza per la produzione. Il successo distintivo del whisky Glen Grant avviene durante la seconda generazione della distilleria, quando il giovane “Maggiore” James Grant eredita il business e il titolo di “Glen”.
Nel 1931 la distilleria passa nelle mani del nipote del maggiore, Douglas Mac Kessac, e nel 1972 le distillerie Glen Grant Ltd e Glenlivet si fondono unificando la Hill, Thomson and Co. Ltd e le Longmorn Distilleries Ltd per formare la Glenlivet Distillers Ltd. La famiglia originale mantiene i suoi interessi nelle distillerie, insieme a due principali soci azionisti: la Courage Ltd, per il processo di fermentazione, e la Suntory Ltd, società giapponese di distillazione.
Glen Grant fa parte del Gruppo Campari dal 2006. Glen Grant ha sempre coinvolto pochi uomini nel suo ciclo produttivo. Soltanto quattro persone, a partire dai fondatori, in 170 anni si sono tramandate gli ingredienti fondamentali per la produzione del whisky. Il master distillery attuale, Dennis Malcom, ha festeggiato nel 2011 i cinque decenni con Glen Grant.

## Tipologie
La gamma single malt Glen Grant propone diversi prodotti, a partire dal più diffuso whisky invecchiato 5 anni, passando per i più corposi single malt di 10 e 16 anni, fino ad arrivare alle edizioni speciali: come la 1992 cellar reserve, dotata di un gusto fruttato, o la versione limitata dedicata al 170º anniversario della distilleria.